# Richard Coughlan
Richard Coughlan (Herne Bay, 2 settembre 1947 – Broadstairs, 1º dicembre 2013) è stato un batterista britannico.
È uno dei membri fondatori dei Caravan, gruppo inglese di rock progressivo tra i protagonisti della scena di Canterbury.

## Biografia

### Gli inizi
A 10 anni impara a suonare l'armonica a bocca e in seguito suona il bugle e il tamburo con la marching band dei cadetti della marina militare, grazie al suo talento diventa il leader della sezione tamburi. A 16 anni compra la sua prima batteria e conosce casualmente Hugh Hopper, il bassista dei Wilde Flowers, che lo invita ad assistere ai provini.

### I Wilde Flowers
Richard diventa un assiduo frequentatore del gruppo e in particolare studia la tecnica del batterista e cantante Robert Wyatt. Quando questi non suona la batteria e si limita a cantare, Richard ne prende il posto. Siamo nella primavera del 1966 e la formazione vede anche Hugh Hopper (basso), suo fratello Brian (chitarra, fiati e voce) e Pye Hastings (chitarra e voce). In questi anni saranno molti i musicisti che ruotano nella band. Oltre a Wyatt, tra gli altri batteristi che hanno influenzato il suo stile vi sono Charlie Watts, Ginger Baker e Mitch Mitchell.
Wyatt esce dai Wilde in maggio insieme ad altri membri del gruppo per formare i Soft Machine e Coughlan diventa il batterista in pianta stabile. I Wilde Flowers nel corso della loro carriera non riusciranno a pubblicare alcun album, solo nel 1993 la Voiceprint Records pubblicherà una raccolta delle registrazioni nel CD The Wilde Flowers, tra i tanti musicisti che vi compaiono c'è anche Coughlan.
La band rappresenta la scuola da cui si sviluppa tutto il movimento della scena di Canterbury, dopo essere stata la culla dei Soft Machine lo è anche dei Caravan, che si formano nel 1968 con la fuoriuscita dai Wilde Flowers di quattro componenti, tra i quali Richard Coughlan.

### I Caravan
L'album di esordio Caravan viene pubblicato nel 1968 e, malgrado il sound risulti ancora un po' grezzo, si possono distinguere apprezzabili spunti che si ritroveranno nelle opere che seguiranno. La line-up vede gli ex Wilde Flowers Coughlan alla batteria, Richard Sinclair al basso e alla voce, Pye Hastings alla chitarra e alla voce e Dave Sinclair alle tastiere. Compare anche Jimmy Hastings ai fiati in qualità di ospite.
La maturità e la massima espressione artistica della banda verranno raggiunte con i due successivi album, If I Could Do It All Over Again, I'd Do It All Over You, pubblicato nel 1970, e In the Land of Grey and Pink del 1971.
Nel corso degli anni i Caravan hanno realizzato molti album, sia dal vivo che in studio, e spesso si sono sciolti per poi riformarsi, Coughlan è sempre stato presente in tutte le varie formazioni che si sono succedute e ha contribuito alla composizione di alcuni brani, soprattutto nei primi album del gruppo.
Dal 2005 Richard ha sofferto di una forma di artrite reumatoide che gli ha impedito di suonare e questo è il motivo principale per cui la band aveva interrotto l'attività. Nel dicembre del 2010 i Caravan sono tornati a esibirsi in una session ai Metropolis Studios per la stazione televisiva ITV, con Marc Walker al posto di Coughlan, che nell'occasione si è esibito per l'ultima volta suonando le percussioni. Da questa session è stato registrato un DVD uscito nel maggio del 2011. La band è tornata a dare concerti nel 2011 con Walker, mentre Coughlan ha smesso di suonare ma ha continuato a seguire da vicino le vicende del gruppo.
Da quando, verso la fine degli anni settanta, i Caravan hanno cominciato a esibirsi saltuariamente, Richard aveva intrapreso un'attività nel mondo della ristorazione ed era proprietario del pub Sun Inn a Faversham in Inghilterra. È morto a Broadstairs il 1º dicembre 2013 dopo essere stato ricoverato alcune settimane per una polmonite al Queen Victoria Memorial Hospital di Herne Bay. Ha lasciato la moglie Sue e la figlia Beth.